# Исхаки, Юсуф Баширханович
Юсуф Баширханович Исхаки (1932—1996) — советский и таджикский учёный и педагог, оториноларинголог, доктор медицинских наук, профессор, член-корреспондент АМН СССР (1978). Лауреат Государственной премии Таджикистана имени Абуали ибни Сино (1979). Заслуженный деятель науки Таджикской ССР (1989). Народный депутат СССР (1989). Ректор Таджикского государственного медицинского университета (1973—1996).

## Биография
Родился 21 июля 1932 года в Ходженте.
С 1949 по 1954 год обучался в Таджикском медицинском институте. С 1964 по 1968 год обучался в докторантуре этого института и в Московском НИИ уха, горла и носа.
С 1954 по 1996 год на научно-педагогической работе в Таджикском государственном медицинском университете в должностях: с 1954 по 1957 год — клинический ординатор, с 1958 по 1960 год — ассистент, с 1960 по 1964 год — доцент кафедры болезней уха, горла и носа, с 1968 по 1969 год — доцент кафедры оториноларингологии, с 1969 по 1973 год — проректор по учебной работе и одновременно профессор кафедры оториноларингологии. С 1973 по 1996 год — ректор Таджикского государственного медицинского университета и одновременно с 1987 года — заведующий кафедрой оториноларингологии. С 1960 по 1964 год одновременно с педагогической он занимался и клинической работой в должности — главный врач Ташкентской республиканской больницы.

### Научно-педагогическая деятельность
Основная научно-педагогическая деятельность Ю. Б. Исхаки была связана с вопросами в области оториноларингологии и этиологии, патогенеза краевой патологии и кисты верхних дыхательных путей. Под руководством Ю. Б. Исхаки была обоснована необходимость раннего оперативного удаления эпидермоидных кист гортани и создана классификация кист верхних дыхательных путей. Под руководством Ю. Б. Исхаки была разработана методика применения гюрзотоксина в оториноларинголической практике.
Ю. Б. Исхаки являлся — членом Комиссии по высшему медицинскому образованию Министерства здравоохранения СССР, членом Научного совета по оториноларингологии АМН СССР, членом Коллегии и Президиума Учёного совета министерства здравоохранения Таджикской ССР, членом Президиума и заместителем председателя Всесоюзного научного общества оториноларингологов.
В 1957 году защитил кандидатскую диссертацию по теме: «Опыт использования яда змеи гюрзы при кровотечении во время операции болезней уха, горла, носа», в 1968 году защитил диссертацию на учёную степень доктор медицинских наук по теме: «О кистах верхних дыхательных путей», в 1970 году получил учёное звание профессор. В 1978 году он был избран член-корреспондентом АМН СССР. Под руководством Ю. Б. Исхаки было написано около двести пятидесяти научных работ, в том числе десяти монографий. Он подготовил две докторские и тринадцать кандидатских диссертации. Ю. Б. Исхаки являлся членом редакционной коллегии Таджикской советской энциклопедии и редакционной коллегии журнала «Здравоохранение Таджикистана».
Весной 1989 года избран народным депутатом СССР от Душанбинского — Октябрьского национально-территориального избирательного округа № 354 Таджикской ССР, а затем членом Комитета Верховного Совета СССР по охране здоровья народа.
Скончался 6 мая 1996 года в Душанбе. Похоронен на кладбище «Лучоб».

## Награды
- Орден Ленина
- Орден Трудового Красного Знамени
- Государственной премии Таджикистана имени Абуали ибни Сино (1979)
- Заслуженный деятель науки Таджикской ССР (1989)